# Les Dames du bois de Boulogne
Les Dames du bois de Boulogne is een Franse dramafilm uit 1945 onder regie van Robert Bresson. Het scenario is gebaseerd op de roman Jacques le fataliste et son maître (1796) van de Franse verlichtingsauteur Denis Diderot.

## Verhaal
Hélène heeft een affaire met Jean. Wanneer haar minnaar interesse verliest in haar, neemt ze wraak door hem te manoeuvreren in een romance met Agnès, een arm meisje dat wordt geprostitueerd door haar moeder.

## Rolverdeling
| Acteur            | Personage |
| ----------------- | --------- |
| Paul Bernard      | Jean      |
| María Casares     | Hélène    |
| Élina Labourdette | Agnès     |
| Lucienne Bogaert  | Madame D  |
| Jean Marchat      | Jacques   |
| Yvette Étiévant   | Meid      |